# Права человека в Ирландии
Права человека в Ирландии защищены Конституцией Ирландии и европейскими соглашениями. С 2014 года Ирландская комиссия по правам человека и равенству осуществляет надзор за соблюдением прав человека в республике. Характерными для страны проблемами с правами человека являются право на аборт, жестокое обращение с детьми и торговля людьми.
В Северной Ирландии Соглашение Страстной пятницы (1998 г.) содержит гарантии прав человека, подтверждённые как британским, так и ирландским правительствами.

## Законодательная защита
По данным Ирландской комиссии по правам человека и равенству, права человека в Ирландии содержатся и защищаются «Конституцией Ирландии, европейской Конвенцией о защите прав человека и основных свобод 2004—2014 годов и там, где применимо законодательство ЕС, Хартией Европейского союза по правам человека». Комиссия также заявляет, что, хотя ирландское законодательство связано с международным правом при ратификации прав человека, «оно вводит в действие положения этих договоров во внутреннем законодательстве только через акты Парламента или в тех случаях, когда договорное право уже предусмотрено в соответствии с Конституцией Ирландии». Комиссия также подчёркивает, что ответственность за установление нарушений прав человека лежит на национальных судах Ирландии.

### Ирландская комиссия по правам человека и равенству
Ирландская комиссия по правам человека и равенству является независимым государственным органом, «созданным в соответствии с Законом Ирландской комиссии по правам человека и равенству от 2014 года» для «защиты и поощрения прав человека и равенства в Ирландии и формирования культуры уважения прав человека, равенства и межкультурного взаимопонимания в государстве». Выводы комиссии были представлены в виде 68-страничного отчёта Комитету ООН по правам человека в Женеве в июле 2017 года главным комиссаром Эмили Логан. По словам Логан, комиссия обнаружила, что «остаются значительные пробелы в защите прав человека», в том числе; торговля людьми, законодательство об абортах, инвалидность и дискриминация, защита и воссоединение семей беженцев, а также условия содержания под стражей.
Комиссия выступает в качестве государственного органа, который гарантирует, что все государственные органы в Ирландии уважают и защищают права человека ирландских граждан. Эта ответственность изложена в разделе 42 ирландского Закона о правах человека, в котором говорится, что он «установил позитивную обязанность органов государственного сектора: устранять дискриминацию, поощрять равенство возможностей и обращения, защищать права человека».

## Права в Ирландии: 1972—1998 гг

### Конфликт в Северной Ирландии (Смута)
Конфликт в Северной Ирландии происходил преимущественно между группами фанатиков, националистической Ирландской республиканской армией (ИРА) и лоялистскими Ольстерскими добровольческими силами. ИРА боролась против дискриминации католического меньшинства Северной Ирландии протестантами и за отделение Ирландии от Соединённого Королевства.

#### Кровавое воскресенье: 30 января 1972 года
30 января 1972 года в североирландском городе Дерри 30 000 человек собрались на мирный марш протеста против политики интернирования добровольцев ИРА. Марш превратился в насилие: британские солдаты и другие местные силы безопасности открыли огонь по толпе, убив 13 мирных жителей. По словам прокурора Линн Уортчоу, силы безопасности Северной Ирландии и Великобритании часто применяли упреждающее насилие в ответ на католические демонстрации, «государство не верило, что такое сопротивление может быть мирным, учитывая, что оно исходило из того же сообщества, которое породило всё более жестокую ИРА».
Это событие стало известно в ирландской истории как «Кровавое воскресенье», и Уорчоу отмечает, что, хотя резня нарушила право на жизнь в соответствии с ирландскими законами, британские войска были оправданы. Кровавое воскресенье было воспринято как свидетельство угнетения и подавления правительствами Северной Ирландии и Великобритании гражданских прав католического меньшинства. По словам Уортчоу, «после Кровавого воскресенья католическое население почувствовало себя загнанным в угол и вынуждено принять репрессивное и дискриминационное правящее правительство, практически не имея законных средств правовой защиты».
Смута в первую очередь привлекла внимание к разногласиям, существовавшим между протестантами и католиками в отношении их прав человека; а именно право открыто высказываться и протестовать против тяжёлого положения католиков Северной Ирландии без угрозы насильственного подавления.

#### Соглашение Страстной пятницы

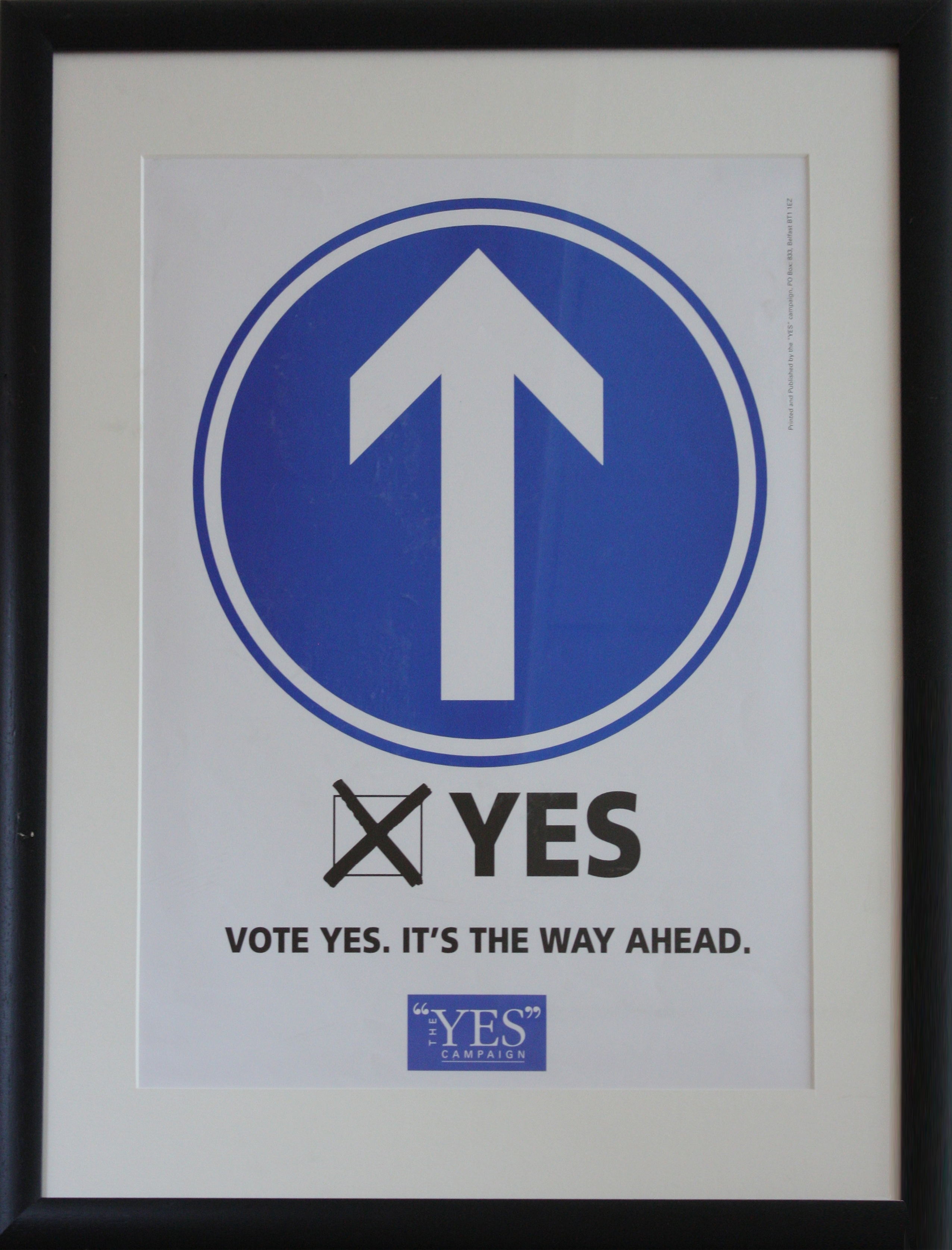
«Голосуй за, это путь вперёд» Знак кампании «Да» за ратификацию референдума по Белфастскому соглашению.

Соглашение Страстной пятницы, или Белфастское соглашение, положило конец 30-летнему межконфессиональному конфликту. Соглашение было подписано 10 апреля 1998 года правительством Великобритании, правительством Ирландии и политическими партиями Северной Ирландии и ратифицировано после референдума в мае 1998 года. Соглашение установило приверженность всех подписавших его сторон равенству и защите прав человека всех граждан Северной Ирландии.

## Жестокое обращение с детьми в Ирландии

### Сексуальное насилие в католической церкви
С конца 1980-х постоянно появляются обвинения в сексуальном насилии над детьми в католической церкви Ирландии. В 2011 году в результате обвинений церковь представила шесть отчётов о причастности 85 ирландских священников к сексуальным домогательствам с 1975 по 2011 год. Отчёты были подготовлены Национальным советом католической церкви по защите детей. Несмотря на 85 обвинений, в отчёте говорится, что за 36-летний период только шесть ирландских священников были осуждены за сексуальное насилие.

### Дело «Грейс»
Дело «Грейс» в 2017 году стало одним из главных показателей сохраняющихся в Ирландии проблем с сексуальным насилием над детьми. «Грейс» родилась с умственной отсталостью, и с 1989 по 2009 годы она находилась в ирландской системе патронатного воспитания. Грейс оставалась в одной и той же приёмной семье в течение этих двадцати лет и подвергалась физическому насилию, грубому пренебрежению и, возможно, сексуальному насилию. Разоблачения жестокого обращения с Грейс привели к публикации двух отчётов и созданию комиссии по расследованию. Согласно статье, опубликованной новой ирландской службой RTÉ, история о жестоком обращении и пренебрежении Грейс подчёркивает отсутствие рамок, принятых ирландским правительством для предотвращения жестокого обращения с детьми в учреждениях.

### Дело Луизы О’Киф
В «деле Луизы О’Киф» расследовались обвинения в насилии от женщины по имени Луиза. Она в восьмилетнем возрасте, в 1973 году, подверглась сексуальному насилию, и вместе с 21 другим человеком выдвинула обвинения против Лео Хики, бывшего директора начальной школы Dunderrow National School. Утверждалось, что Лео Хики 400 раз подверг этих женщин насилию, пока был директором школы в 1970-х годах. Дело было рассмотрено Европейским судом по правам человека, было установлено, что ответственность несёт государство Ирландии, и что это дело свидетельствует о неспособности правительства принять превентивные меры против сексуального насилия в государственных школах. Однако государство отрицало свою ответственность. Лео Хики был приговорён к трём годам тюремного заключения, поскольку, несмотря на 400 обвинений, он признал себя виновным только по 21 пункту обвинения.

## Торговля людьми в Ирландии
В 2015 году Государственный департамент США сообщил, что Ирландия была страной назначения для торговли людьми, включая торговлю людьми в целях сексуальной эксплуатации и принудительный труд. Хотя в отчёте Департамента Ирландия по-прежнему классифицировалась как страна уровня 1, что означало, что усилия страны по устранению этой проблемы соответствуют минимальным стандартам США, далее отмечалось, что, хотя правоохранительные органы Ирландии эффективно расследовали преступления, связанные с торговлей людьми, зачастую торговцы людьми не были осуждены.
В 2018 году в Отчёте США о торговле людьми за 2018 год рейтинг Ирландии был понижен с уровня 1 до уровня 2. Этот уровень включает страны, которые не соответствуют стандартам США в борьбе с торговлей людьми. В отчёте говорится, что правительство возбудило только три судебных преследования в 2017 году и имело хронические недостатки в выявлении жертв. Количество новых выявленных случаев в 2017 году — 115, что больше, чем 90 случаев, выявленных в 2015 году. Хотя в отчёте отмечается, что ирландская полиция поддерживает специальную электронную службу для получения сообщений о торговле людьми, меры были приняты всего лишь по 31 электронному письму, что непропорционально количеству случаев, опубликованных в отчёте. В отчёте также говорится, что ирландское правительство не оказывало «никакой предусмотренной законом психологической помощи жертвам» и прилагало мало усилий для «снижения спроса на торговлю людьми в целях сексуальной эксплуатации или принудительный труд».
Национальность жертв торговли людьми в Ирландии, выявленных в 2017 году, согласно отчёту, включала «28 ирландцев, 14 человек из Румынии, 12 из Индонезии, 12 из Нигерии, остальные — из Европы, Африки, Южной Азии, Ближнего Востока и Южной Америки». Кроме того, сообщалось, что «жертвы принудительного труда были выявлены в сфере домашней работы, ресторанного бизнеса, утилизации отходов, рыболовства, сезонного сельского хозяйства и автомойки». В отчёте указывается, что принудительный труд, в частности, становится всё более серьёзной проблемой в стране.

## Право на аборт в Ирландии

### Восьмая поправка

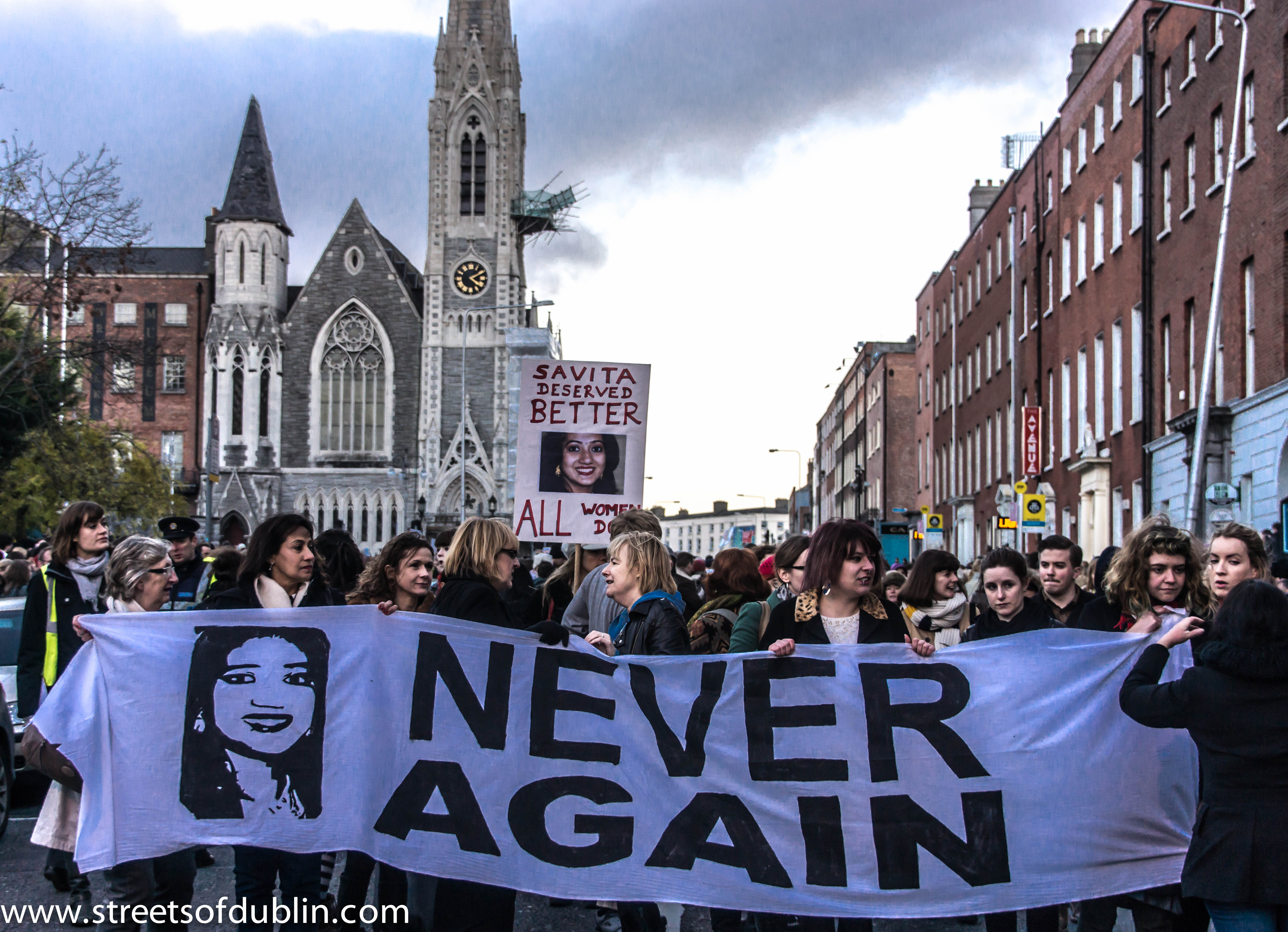
Протестующие на митинге в Дублине в связи со смертью Савиты Халаппанавар. 2012 год

Аборты в Ирландии были незаконны в соответствии с Законом о преступлениях против личности 1861 года. Этот запрет был закреплён в Конституции Восьмой поправкой, добавленной в 1983 году. Она запрещала женщинам делать аборт, если их жизни не угрожала опасность. Цель поправки состояла в том, чтобы признать права нерождённого ребёнка равными правам беременных женщин, и это влекло за собой то, что даже в случаях инцеста, изнасилования и фатальной аномалии плода ирландским женщинам приходилось выбирать между вынашиванием полного срока беременности или поездкой в место, где аборты разрешены.

#### Смерть Савиты Халаппанавар
Дебаты о Восьмой поправке продолжались с 1983 года и обострились в связи с делом Савиты Халаппанавар. Савита умерла в университетской больнице Голуэя в результате септического выкидыша, когда она была примерно на 17 неделе беременности. Поступив в больницу с сильным дискомфортом, она потребовала аборта, узнав, что выкидыш неизбежен, но ей было условно отказано из-за наличия сердцебиения плода. Через два дня у неё случился выкидыш, и она впала в кому; ухудшение состояния привело к септическому шоку, отказу органов и смерти от остановки сердца 28 октября 2012 года, через неделю после госпитализации.

#### Референдум об абортах в Ирландии
25 мая 2018 года граждане Ирландии проголосовали на референдуме по вопросу об отмене Восьмой поправки. На референдуме по Тридцать шестой поправке ирландским гражданам было предложено изменить акцент закона с «права на жизнь нерождённого ребёнка с должным учётом равного права на жизнь матери» на «законом может быть предусмотрено регулирование прерывания беременности». В референдуме приняли участие 3 367 556 граждан Ирландии. Было принято решение об отмене Восьмой поправки, 66,4 % против 33,6 % голосов. По результатам референдума ирландский парламент приступил к принятию и реформированию законов об абортах в стране. Референдум затронул одну из ключевых проблем прав человека, выявленную Ирландской комиссией по правам человека и равенству.

## Изменение климата в Ирландии
По словам специального докладчика ООН профессора Дэвида Бойда, Ирландия не смогла принять более эффективные меры по борьбе с изменением климата. Бойд назвал эти неудачи «нарушением обязательств Ирландии в области прав человека» и заявил, что страна «должна принять дополнительные меры в срочном порядке», поскольку изменение климата ущемляет право ирландских граждан на жизнь, «право, которое Правительство Ирландии юридически обязано уважать, защищать и выполнять». Бойд рекомендовал правительству Ирландии принять более эффективные меры по сокращению выбросов парниковых газов, иначе «эти нарушения будут расширяться с точки зрения географического охвата, серьёзности и количества затронутых людей».